# Warpaint
Warpaint es un grupo de indie rock estadounidense, formado en Los Ángeles en 2004, y actualmente compuesto por Emily Kokal (vocalista principal, guitarra), Theresa Wayman (guitarra, vocalista), Jenny Lee Lindberg (bajo, coros) y Stella Mozgawa (batería).

## Historia

### Formación
Warpaint se formó en Los Ángeles el 15 de febrero de 2004. El grupo estuvo originalmente compuesto por Theresa Wayman, Emily Kokal, y las hermanas Shannyn Sossamon y Jenny Lee Lindberg. La banda tocó en el área de Los Ángeles durante tres años, ganando adeptos poco a poco con canciones como "Stars", "Beetles" y "Elephants", que formarían parte de su disco debut, el EP Exquisite Corpse.

### Exquisite Corpse(2007-2009)
Las grabaciones de su primer trabajo comenzaron en diciembre de 2007 bajo la producción de Jake Bercovici. Las sesiones duraron cerca de dos meses, y concluyeron con la mezcla y la masterización del álbum EP a cargo de John Frusciante, exnovio de Emily. Warpaint lanzó este EP por su cuenta en 2008 y en poco tiempo llegó al puesto #1 en la lista local de Amoeba Records. En 2009, Exquisite Corpse fue relanzado a nivel mundial por el sello Manimal Vinyl. El EP ha sido descrito como "una colección de psicodelia mágica fluyendo sobre momentos sublimes de melodía pura, cortesía de las tres vocalistas".

### The Fool(2010)
En otoño de 2009 Stella Mozgawa se unió a la banda como baterista, completando la actual formación. Poco después firmaron un contrato con la discográfica Rough Trade y comenzaron una extensa gira por los Estados Unidos y Europa. Warpaint lanzó el 25 de octubre de 2010 su primer álbum de larga duración, The Fool, recibiendo muy buenas críticas. Antes de este álbum, la banda grabó una versión de la canción de David Bowie "Ashes to Ashes" para el álbum tributo a Bowie We Were So Turned On.

### Warpaint (2013)
En otoño de 2013 la banda subió un teaser del nuevo sencillo "Love Is to Die", de apenas un minuto y medio, aunque ya había sido mostrada la canción en vivo en un comercial para una marca de pantalones. La canción "Keep It Healthy" también fue tocada en vivo, al igual que "Hi", la cual fue interpretada en el Pitchfork Music Fest, en París.

### Heads Up(2016)
Tercer álbum de estudio de la banda estadounidense que se publicó el 23 de septiembre de 2016. El álbum fue producido por la propia banda y Jake Bercovici, quien ya había trabajado anteriormente con la banda en su EP "Exquisite Corpse". El primer sencillo de "Heads Up" fue "New Song".

### Radiate Like This(2022–presente)
El 26 de enero del 2022, Warpaint lanzó la canción "Champion", la que corresponde al principal sencillo del cuarto álbum de la banda. "Radiate Like This" se lanzó el 6 de mayo de 2022 por Virgin Records.
En 2023, el grupo estará en concierto en Madrid, para las "Noches del Botánico", en el Real Jardín Botánico de la Universidad Complutense, el jueves 29 de junio.

## Discografía

### Álbumes de estudio
- The Fool (25 de octubre de 2010)
- Warpaint (20 de enero de 2014)
- Heads Up (23 de septiembre de 2016)
- Radiate like this (6 de mayo de 2022)

### EP (Extended plays)
- Exquisite Corpse (6 de octubre de 2008)

### Sencillos
- "Undertow" (2010, álbum The Fool)
- "Shadows" (2011, álbum The Fool)
- "Love Is to Die"  (2013, álbum Warpaint )
- "New Song"  (2016, álbum Heads Up )

### Videos musicales
- "Stars" (2009)
- "Elephants" (2010)
- "Beetles" (2010)
- "Undertow" (2010)
- "Warpaint" (2011)
- "Disco//Very - Keep It Healthy" (2014)
- "New Song" (2016)

## Integrantes
Integrantes actuales
- Emily Kokal – voz, guitarra, sintetizador (2004–presente)
- Theresa Wayman – guitarra, teclados, voz, percusiones (2004–presente)
- Jenny Lee Lindberg – bajo, voz (2004–presente)
- Stella Mozgawa – percusiones, guitarra, teclados, voz (2009–presente)

Exintegrantes
- Shannyn Sossamon – batería, percusiones, voz (2004–2008)
- David Orlando – percusiones (2007–2009)
- Michael Quinn – percusiones, chelo (2009)
- Josh Klinghoffer – batería, percusiones, guitarra (2007, durante la grabación del primer EP)